# Lagunas de Cantalejo
Las Lagunas de Cantalejo (en gacería, Hueseras de Ura del Vilorio Sierte) constituyen un humedal localizado en el municipio español de Cantalejo, provincia de Segovia, en la cuenca del río Cega.
Está compuesto por 12 302 hectáreas de espacio protegido desde 2006 por la Junta de Castilla y León, bajo las figuras de Zona de Especial Protección para las Aves y Lugar de Interés Comunitario.

## Características
Situadas en un territorio llano y arenoso, destacan un conjunto de lagunas permanentes de agua dulce: Navahornos, Navaelsoto, Navalayegüa, Cerrada, Navalagrulla, Navacornales, Cespedosa y Temblosa, rodeadas de pastizales y extensos pinares. Una característica importante es su singularidad, ya que constituyen los únicos humedales enclavados en sistemas dunares que existen en España de tipo continental. En total suman 22 lagunas, y tradicionalmente han sido utilizadas como abrevaderos de ganado, cría de tencas y riego. 
El conjunto tiene gran interés por su importancia ornitológica, pues alberga una valiosa fauna, destacando la cigüeña negra y la común, el águila imperial ibérica, aguilucho lagunero, milano negro y milano real. Durante los periodos migratorios también podemos encontrar grupos de grulla común. Además, anidan en la zona especies como el águila culebrera, águila calzada, cigüeñuela, alcaraván, martín pescador o la carraca. Respecto a las aves acuáticas cabe señalar el zampullín chico, la focha común, el archibebe común y la curruca cabecinegra.